# Sampaio (Vila Flor)
Sampaio es una freguesia portuguesa situada en el municipio de Vila Flor. Según el censo de 2021, tiene una población de 137 habitantes.